# Raiffeisenbank im Nürnberger Land

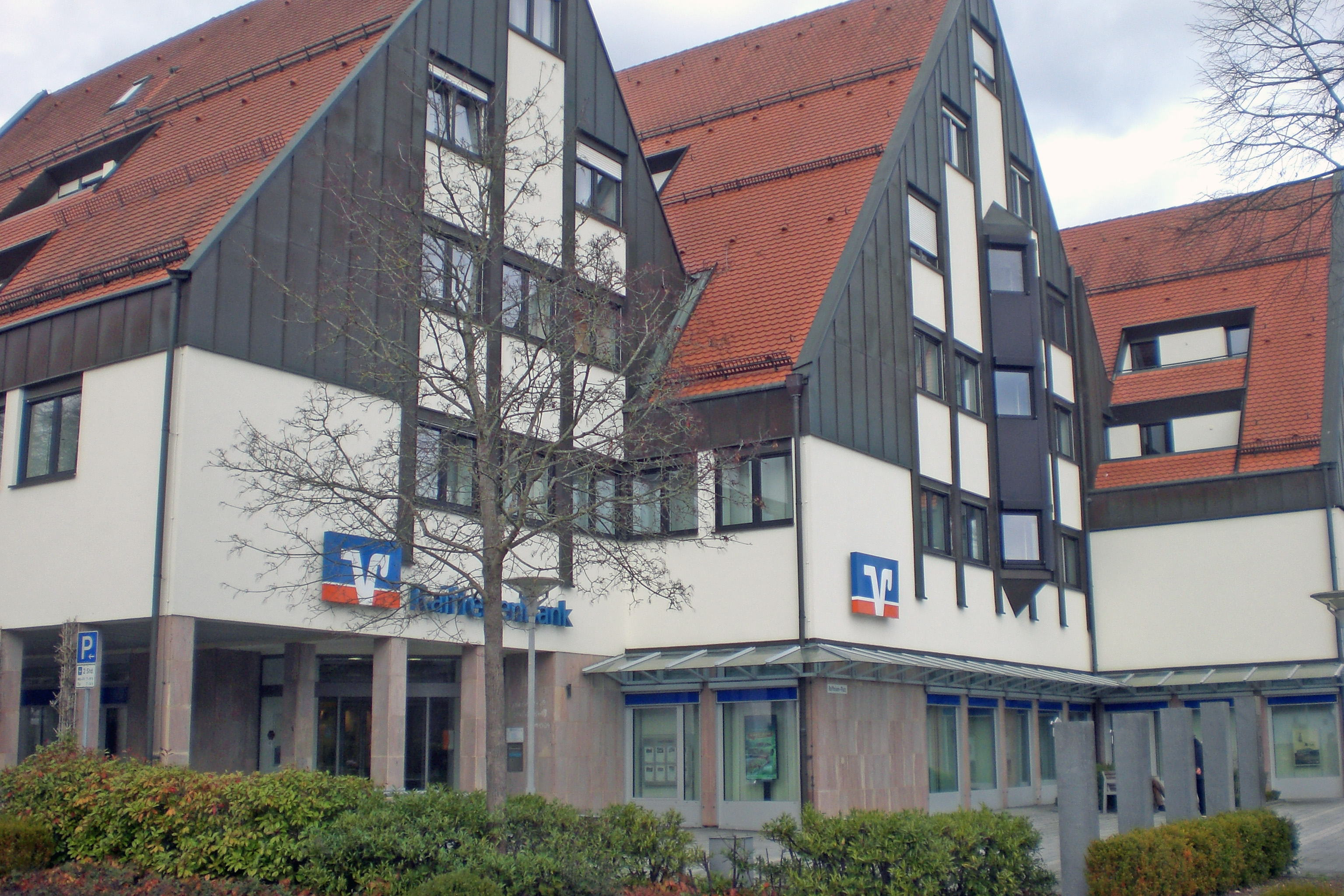
Raiffeisenbank in Feucht (2024)

Die Raiffeisenbank im Nürnberger Land eG ist eine Genossenschaftsbank mit Sitz in Feucht. Die Bank entstand im Jahre 2021 aus der Fusion der Raiffeisenbank Altdorf-Feucht eG mit der Raiffeisenbank Hersbruck eG.

## Finanzverbund
Die Raiffeisenbank im Nürnberger Land eG ist Teil der genossenschaftlichen FinanzGruppe. Zu dieser Gruppe zählen unter anderem auch die Unternehmen VR Leasing Gruppe, Münchener Hypothekenbank, WL Bank, WGZ Bank, DZ Bank, DZ Privatbank, R+V Versicherung, easy Credit (Team Bank), Bausparkasse Schwäbisch Hall, DG Hyp und Union Investment Gruppe. Ebenfalls ist sie Mitglied im Einlagensicherungsfonds des Bundesverband der Deutschen Volksbanken und Raiffeisenbanken. Ein weiterer Partner ist der Genossenschaftsverband Bayern e.V.

## Geschichte

### Raiffeisenbank Altdorf-Feucht eG
Am 21. Januar 1909 wurde der „Darlehenskassenverein“ in Winkelhaid gegründet. Später entstand durch eine Fusion eine juristische Genossenschaft mit der Eintragung in das Genossenschaftsregister. Weitere Ursprünge der heutigen Raiffeisenbank lagen in Rasch (1897), Leinburg (1900), Altdorf (1904), Weißenbrunn (1912), Gerßdorf-Oberhaidelbach (1913) und Altenthann (1919). In den Anfängen war die Zahl der Mitglieder, welche hauptsächlich aus Landwirten bestand, überschaubar. 
1952 firmierte die Darlehenskasse in Raiffeisenkasse Winkelhaid und wurde zu einer Genossenschaft mit unbeschränkter Haftung. Im Jahre 1957 wurde der Bau eines neuen Lagerhauses umgesetzt. In den 1960er Jahren entstanden durch Expansionen die neuen Zweigstellen in Feucht (1965) und Altenfurt (1967). Die Folge dieser Erweiterung war 1965 die erneute Umfirmierung in Raiffeisenkasse Feucht-Winkelhaid eGmbH. Im Jahre 1968 zog die Kasse in die neuen Räumlichkeiten in Winkelhaid um. In Altdorf wurde im gleichen Jahr die Raiffeisenbank Altdorf gegründet. Diese entstand aus der ursprünglichen Landwirtschaftlichen Genossenschaftsbetriebe Altdorf. 
1970 fusionierte die Raiffeisenkasse Feucht-Winkelhaid mit der Raiffeisenbank Altdorf zur Raiffeisenbank Altdorf-Feucht-Winkelhaid eGmbH mit Sitz in Altdorf. Im Jahre 1973 fusionierte die Bank mit der Raiffeisenkasse Altenthann. 1974 wurde der Hauptsitz nach Winkelhaid verlegt und die Bank in Raiffeisenbank Altdorf-Feucht eG umbenannt. 1979 schlossen sich die Raiffeisenkassen Leinburg und Rasch der Bank an. 1982 schloss sich im Rahmen einer weiteren Fusion die Raiffeisenkasse Gersdorf-Oberhaidelbach der Bank an und die Hauptstelle wurde 1983 von Winkelhaid nach Feucht verlegt. 

### Raiffeisenbank Hersbruck eG
Die Raiffeisenbank Hersbruck eG wurde 1921 gegründet.